# 아기씨당
아기씨당은 서울특별시 성동구 행당동에 있다. 2001년 4월 30일 서울 성동구의 향토유적 제1호로 지정되었다.

## 개요
공주 아기씨를 주군으로 섬기는 당으로 이 동네에 큰 살구나무가 있었고 그 나무가 당산나무의 기능을 하였으며, 그 나무 근처에 사당이 있어서 살구당, 살군당으로 불리었다. 원래 이 사당은 왕십리 기차 정거장 자리에 있었으나, 왕십리~청량리간 기차 정거장이 생기면서 현재 성동우체국 뒷쪽으로 옮겨지게 되었다. 그러나 일제 때 그곳에 일본인들의 사택이 많이 들어서자 사당을 옮기라는 일본인들의 원성이 높아 해방되기 2년전 현재의 위치에 자리 잡게 되었다. 행당동 아기씨당에 공주님 다섯 분이 다 모셔진 것은 아니고 첫째 공주님이 지금의 행당동(옛날 진퍼리라고 함. 살구꽃과 은행나무가 우거진 산 밑에 질펀한 들판이 있어 [진퍼리]라 하였음.)에 모셔졌고, 둘째 공주님은 지금의 청구상업 자리인 양지동에 모셔졌으며, 나머지 세 명의 공주님은 현재의 교통회관 앞 동네에 모셔졌다. 그러나 양지동 아기씨당은 유실되어 없어졌고, 세공주님을 모신 일명 수풀당은 자리는 있으나 유실되기 직전에 이르렀다.

## 소장품
- 행당동 아기씨당 무신도 - 서울특별시 민속문화재 제34호

## 같이 보기
- 행당동아기씨당굿 - 서울특별시 무형문화재 제33호